# Rebecca MacKinnon
Rebecca MacKinnon (Berkeley, Califòrnia, 16 de setembre de 1969), periodista estatunidenca, va liderar la corresponsalia de la CNN de Pequín i, posteriorment, de Tòquio. Posteriorment, va deixar la televisió per convenir-se en bloguera i cofundadora de Global Voices Online. També és al consell d'administració de Global Network Initiative i al Committee to Protect Journalists. Actualment treballa amb la Fundació New America i col·labora amb Bernard L. Schwartz.

## Biografia

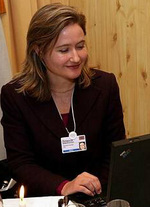
Rebecca MacKinnon el 2005

Nascuda a Berkeley (Califòrnia) el 1969, la seva família es va traslladar quan ella tenia tres anys a Tempe (Arizona), on el seu pare Stephen R. Mackinnon va aconseguir la feina de professor d'història xinesa a la Universitat Estatal d'Arizona. La recerca acadèmica dels seus pares va fer que passés la majoria dels seus anys d'educació primària a Delhi, Hong Kong i Pequín, abans de tornar a Arizona per a cursar secundària. El 1987 va acabar el Tempe High i el 1991 es va graduar a la Universitat Harvard amb un magna cum laude del Bachelor of Arts en Governació.
Després de la graduació, es va acollir al Programa Fulbright per anar a Taiwan, on també va treballar com a reportera freelance de Newsweek.
MacKinnon va començar a treballar amb la CNN el 1992 com a assistent de la corresponsalia de Pequín. El 1997 va ascendir a productora-Corresponsal i el 1998, cap de la corresponsalia. El 2001 va esdevenir cap de la corresponsalia de Tòquio. Durant la seva estada a la CNN, va entrevistar destacats líders com ara Junichiro Koizumi, el Dalai Lama, Pervez Musharraf i Muhammad Khatami.

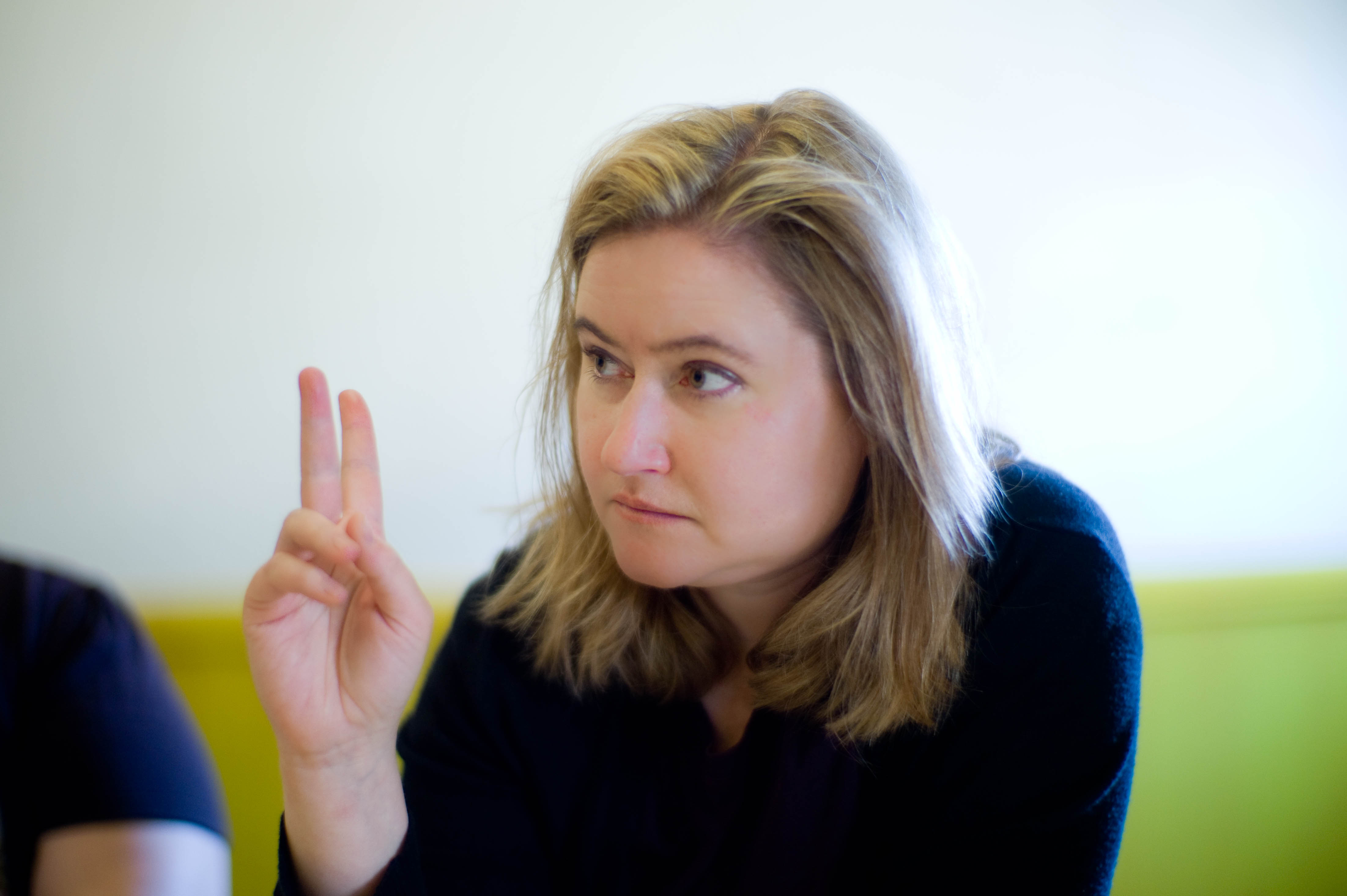
MacKinnon el 2010

A la primavera de 2004 MacKinnon va ser membre del Joan Shorenstein Center on the Press, Politics and Public Policy al John F. Kennedy School of Government de la Universitat Harvard. Des de l'estiu del mateix any fins al desembre de 2006 es va unir al Berkman Center for Internet & Society de la Harvard Law School. Entre els seus projectes del Berkman Center, MacKinnon va fundar Global Voices Online en la col·laboració amb Ethan Zuckerman. El gener de 2007 es va unir al Journalism and Media Studies Centre de la Universitat de Hong Kong, on hi va romandre fins al gener de 2009. Entre el febrer de 2009 i el gener de 2010 va dirigir la recerca i redacció com a Open Society Fellow, finançada a través de les Fundacions Open Society de George Soros. Posteriorment, el febrer de 2010 es va unir al Center for Information Technology Policy de la Universitat de Princeton, treballant en un llibre sobre el futur de llibertat d'Internet. Des del setembre de 2010 és també membre de la Fundació New America.
El gener de 2007 va entrar a formar part del Consell Assessor de la Fundació Wikimedia.

## Obra
El primer llibre publicat de MacKinnon, Consent of the Networked: The Worldwide Struggle For Internet Freedom (ISBN 978-0465024421), va ser publicat per Basic Books el gener de 2012. En una entrevista, va afirmar que:
| «                   | No podem suposar que Internet evolucionarà de forma automàtica en una direcció que serà compatible amb la democràcia. Dependrà de com la tecnologia estarà estructurada, regida i utilitzada. Els governs i les empreses estan treballant activament per donar forma a Internet per satisfer les seves pròpies necessitats. Les situacions més insidioses sorgeixen quan els governs i les empreses uneixen els seus esforços per exercir el poder sobre les mateixes persones de forma, en gran mesura, incohibida i inexplicable. Per això argumento que si no ens despertem i lluitem per la protecció dels nostres propis drets i interessos a Internet, no ens haurà de sorprendre descobrir que ja ho hauran programat, legislat, i venut. | » |
| — Rebecca MacKinnon | |   |